# 오스기 마사토
오스기 마사토(일본어: 大杉 誠人, 1983년 2월 2일 ~ )는 일본의 축구 선수이다.

## 구단 경력
과거 카마타마레 사누키, MIO 비와코 시가에서 활동하였다.